# Drymobius chloroticus
Drymobius chloroticus (рейсер високогірний зелений) — вид неотруйних змій родини вужеві.

## Поширення
Вид поширений на півдні Мексики, у Гватемалі, Гондурасі, Нікарагуа та Сальвадорі. Змія мешкає у гірських дощових лісах, пригірських лісах, кавових плантаціях та деградованих лісах.

## Опис
Змія сягає завдовжки до 105 см. Тіло зеленого забарвлення з черевом жовтого кольору.